# کوره ذوب شیشه

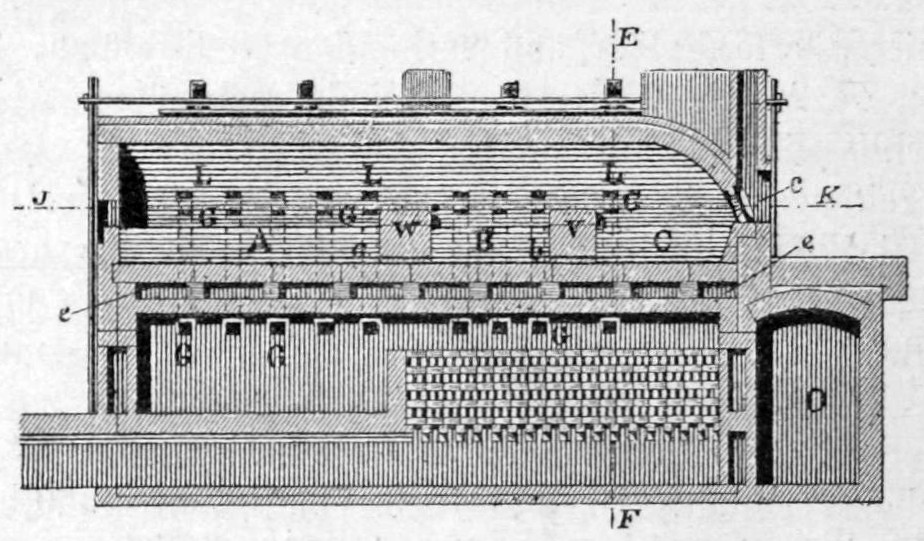
کوره ذوب شیشه زیمنس، 1878

کوره ذوب شیشه (Glass melting furnace) یکی از مهم‌ترین اجزای سیستم تولید شیشه است. این کوره‌ها به منظور ذوب مواد خام به شیشه طراحی و ساخته می‌شوند. بسته به کاربرد طراحی‌های گوناگونی از کوره‌های ذوب شیشه وجود دارد که از منابع انرژی مختلفی از جمله سوخت‌های فسیلی، منابع کاملا الکتریکی یا ترکیبی از آن‌ها استفاده می‌کنند. کوره ذوب شیشه از یک ماده نسوز ساخته می‌شود. نوع کوره برای ذوب شیشه به طور کلی به نوع و مقدار شیشه تولید شده و منبع انرژی بستگی دارد. به طور کلی کوره‌های ذوب شیشه متداول را می‌توان در دو دسته قرار داد: کوره‌های بوته‌ای (Pot furnaces) و کوره‌های مخزنی (Tank furnaces).

## کوره‌های بوته‌ای (Pot furnaces)

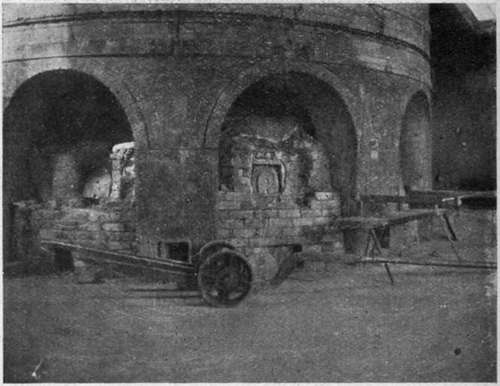
نمای بیرونی یک کوره ذوب شیشه انگلیسی

کوره‌های بوته‌ای، کوره‌هایی هستند که از مواد نسوز ساخته شده و در آن‌ها هیچ تماسی بین کوره و شیشه وجود ندارد. شیشه در چندین دیگ (Pot) که از مواد نسوز ساخته شده‌اند و می‌توانند دمای زیادی را تحمل کنند به مدت چندین ساعت ذوب می‌شود. این دیگ‌ها در یک چرخه 24 یا 18 ساعت کار می‌کنند و به صورت پیمانه‌ای در هر بار بارگیری می‌گردند. یک دیگ متوسط می‌تواند 600-700 کیلوگرم شیشه را در بر گیرد. کوره‌های بوته‌ای در مواقعی استفاده می‌شوند که شیشه به صورت دستی و با روش دمیدن تولید می‌شود. یکی از مزیت‌های این روش این است که انواع مختلفی از شیشه می‌توانند در آن واحد در آن‌ها ذوب شوند. یک پات می‌تواند تقریبا برای 30 سیکل ذوب استفاده شود و در نتیجه آن در حدود 18 تا 21 تن شیشه تولید کند.
صرفه‌جویی در مصرف سوخت به طور معمول با بازیابی یعنی پیش‌گرم کردن هوای احتراق توسط گرمای هدررفته از گاز‌های خروجی کوره حاصل می‌شود. در این سیستم پیش‌گرمایش هوای احتراق با عبور هوا از لوله‌های فلزی انجام می‌شود که در سطح خارجی آن‌ها گازهای خروجی کوره به سمت دودکش جریان می‌یابند؛ بنابراین تبادل حرارت پیوسته است. همچنین برای ذوب می‌توان از انرژی الکتریکی نیز استفاده کرد.

## کوره‌های مخزنی (Tank furnaces)
کوره‌های مخزنی زمانی استفاده می‌شوند که جریان پیوسته‌ای از شیشه برای تغذیه ماشین‌های شیشه‌سازی اتوماتیک نیاز باشد. این کوره‌ها در استفاده از سوخت به صرفه‌تر هستند و عمدتا برای تولید در مقیاس بزرگ محصولاتی چون مخازن، شیشه تخت، لامپ، لوله و ظروف خانگی به کار می‌روند. یک کوره مخزنی بزرگ شیشه شناور می‌تواند 2000 تن ظرفیت داشته باشد.
کوره مخزنی از یک حمام که از ماده نسوز بسیار خاصی ساخته شده است و می‌تواند در مقابل اثرات شیمیایی مذاب شیشه در دماهای بیش از 1500 درجه سانتی‌گراد مقاومت کند و یک بنای فوقانی که در آن احتراق صورت می‌گیرد، تشکیل شده است. کیفیت مواد نسوز مورد استفاده در ساخت حمام به حدی بهبود یافته است که درحالی‌که حدود 30 سال پیش عمر یک کوره بسیار کمتر از 2 سال بود، امروزه عمر آن‌ها به بیش از 9 سال رسیده است.

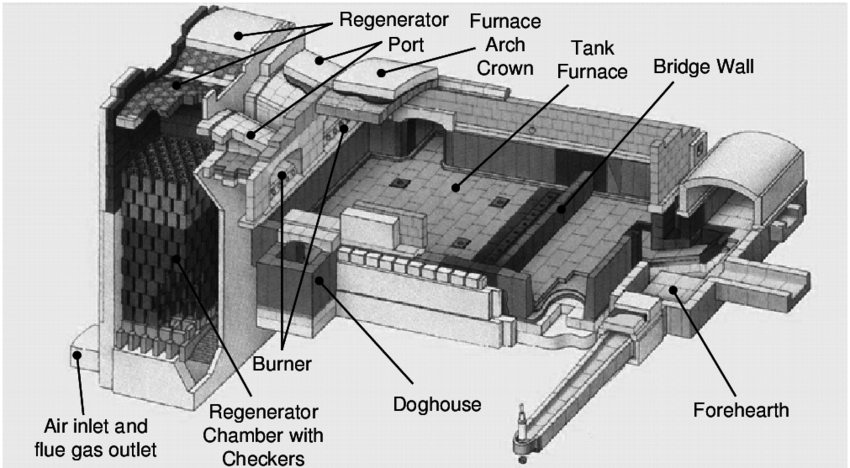
کوره مخزنی با سیستم احیاکننده

معمولا از نفت کوره سنگین یا گاز طبیعی در کوره‌های مخزنی استفاده می‌شود. از آنجایی‌که شیشه در دمای بالا رسانای الکتریکی است، می‌توان با استفاده از الکتریسیته نیز آن را ذوب کرد. با این حال الکتریسیته بسیار گران است و معمولا برای افزایش خروجی از کوره‌های گازسوز یا نفت استفاده می‌شود. با این وجود پیشرفت تکنولوژی در ذوب الکتریکی، امکان استفاده از کوره‌های ذوب شیشه تمام الکتریکی را حتی با هزینه بالای برق فراهم کرده است.
به منظور دستیابی به دمای ذوب بالا و مصرف بهینه سوخت، از یک سیستم احیاکننده (Regenerative system) یا بازیابی (Recuperative system) استفاده می‌شود. هردوی این سیستم‌ها از گرمای تلف‌شده احتراق برای پیش‌گرم کردن هوای احتراق ورودی استفاده می‌کنند.

## احیاکننده (Regenerator)
درحالی‌که در سیستم بازیابی (Recuperative system) تبادل حرارت میان هوای احتراق و گازهای اتلافی به صورت پیوسته می‌باشد، در سیستم احیاکننده (Regenerative system) گازهای اتلافی از یک محفظه بزرگ پر شده از آجرهای نسوز عبور داده می‌شوند که در طرحی مرتب شده‌اند که امکان جریان آزاد گاز‌ها را می‌دهد؛ آجرهای نسوز توسط گاز‌های اتلافی گرم شده و پس از چند دقیقه گرم‌شدن، جهت فرآیند عوض می‌شود؛ بدین‌صورت که هوای احتراق از محفظه عبور می‌کند و گرمای دریافت شده توسط آجر‌ها برای پیش‌گرمایش هوای احتراق به کار می‌رود. بنابراین هر x دقیقه یک‌بار جهت فرآیند عکس می‌شود. زمان چرخه می‌تواند برای دستیابی به بهترین نتیجه تبادل گرما تغییر داده شود؛ کوره‌های مدرن دارای سیستم‌های کنترل کامپیوتری هستند که می‌توانند زمان فرآیند در هر جهت را به نحوی کنترل و تنظیم کنند که بهترین شرایط تبادل حرارتی حاصل شود. در این روش میزان احیای انرژی در حدود 65 درصد است.

## بازیاب (Recuperator)
یک بازیاب (Recuperator) در واقع یک مبدل حرارتی فلزی بین گاز خروجی و هوای احتراق ورودی می‌باشد و به صورت پیوسته کار می‌کند. به دلیل سطح مبدل فلزی (لوله‌های آلیاژی فولادی در ترکیب با یک پوسته فلزی)، یک بازیاب تنها می‌تواند در دماهای پایین گاز‌های خروجی کار کند و در نتیجه بازدهی آن نسبت به احیاکننده (Regenerator) کمتر است(حدود 40 درصد)؛ بنابراین در این روش دمای پیش‌گرمایش نسبتا کمتری(بیشینه 800 درجه سانتی‌گراد) حاصل می‌شود. این کوره‌ها کاندیدای مناسبی برای فرآیند احتراق با اکسیژن (Oxy-fuel combustion) هستند؛ با استفاده از اکسیژن به جای هوا برای احتراق سوخت، از آنجایی‌که دیگر جزء نیتروژن هوا گرم نمی‌شود، می‌توان به دماهای بیشتر احتراق دست یافت و مصرف سوخت نیز کاهش می‌یابد که این رویکرد، با توجه به اینکه راندمان حرارتی این کوره‌ها بسیار کمتر از از کوره‌های با احیاکننده (Regenerative furnaces) است، می‌تواند مفید باشد.
بازیاب (Recuperator) هزینه نصب و راه‌اندازی پایین‌تری دارد وهمچنین به فضا و سرمایه‌گذاری کمتری نیاز دارد. اما بازدهی کم‌تر آن سبب کاهش صرفه اقتصادی آن می‌شود به طوری‌که حتی ممکن است در یک دوره طولانی کارکرد، تاثیر منفی در نهایت از لحاظ اقتصادی داشته باشد. برای دستیابی به بیشترین سطح ممکن صرفه‌جویی در انرژی و عملکرد بهینه سیستم، ترکیبی از احیاکننده (Regenerator) و بازیاب (Recuperator) نیز توسعه داده شده است.

## ذوب تمام الکتریکی (All-Electric Melter)
این کوره‌ها تمام انرژی لازم برای ذوب شیشه را از انرژی الکتریکی تامین می‌کنند. جریان الکتریکی از طریق الکترود‌ها از شیشه عبور داده می‌شود. به دلیل مقاومت الکتریکی شیشه، گرمایش ژول سبب گرم شدن آن می‌گردد. الکترودها معمولا از مولیبدن ساخته می‌شوند؛ با این‌حال اکسید قلع، پلاتین، گرافیت و آهن نیز استفاده می‌شوند؛ الکترودها معمولا از نوع میله‌ای یا صفحه‌ای هستند و می‌توانند در دیواره‌های جانبی یا پایین دستگاه قرار گیرند.
ماده نسوز در این کوره‌ها بسیار سریع‌تر از بین می‌رود و در نتیجه عمر این کوره‌ها کوتاه و معمولا کمتر از 2 سال می‌باشد. ظرفیت اکثر این کوره‌ها کمتر از 36 تن در روز است؛ با این حال، کوره‌هایی با ظرفیتی به بزرگی 180 تن در روز نیز توسعه داده شده‌اند.
با توجه به طراحی این کوره‌ها، معمولا برای احتراق غنی از اکسیژن مناسب نیستند.